# جنزور

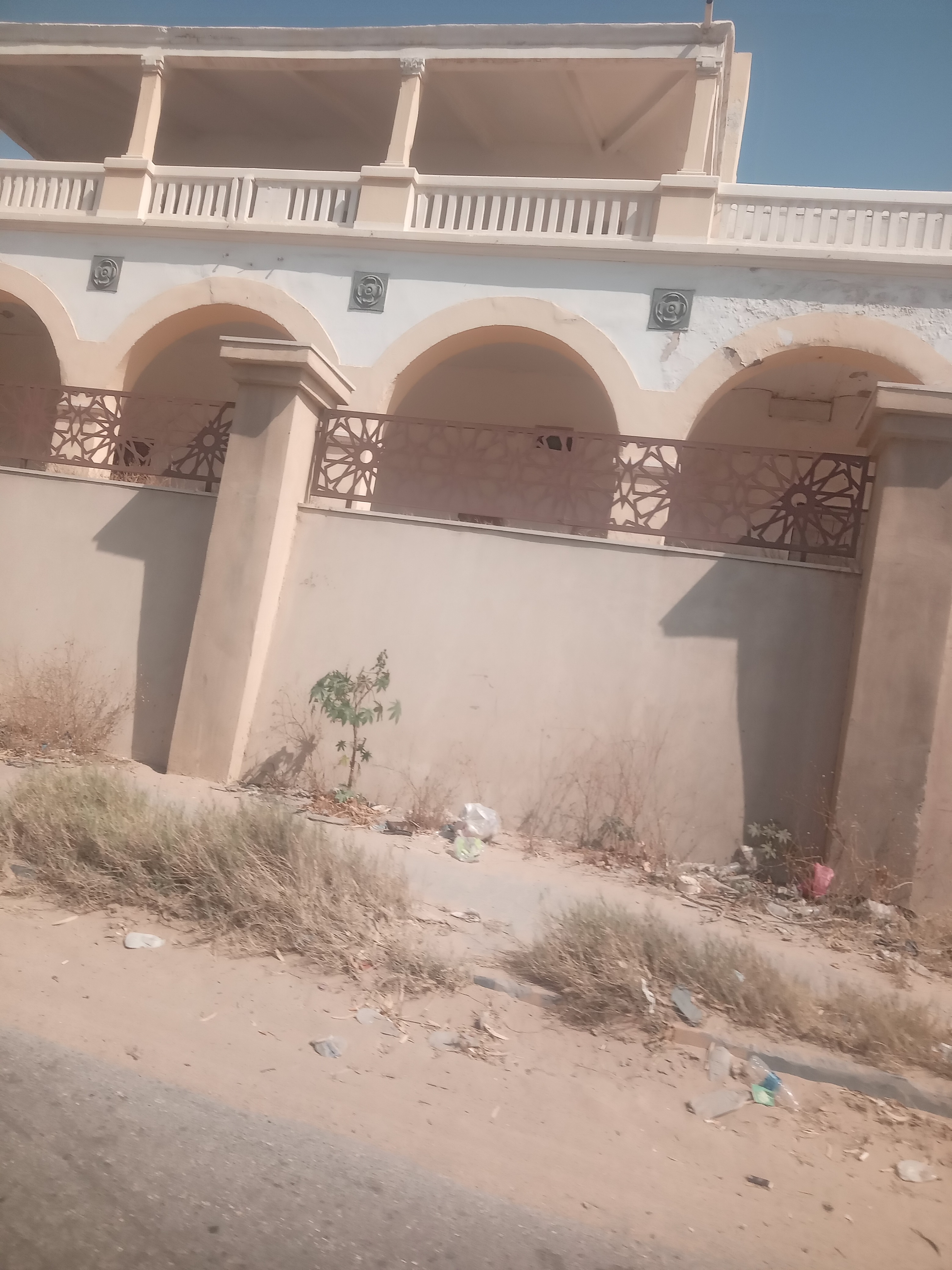
حطة قطار جنزور 2025

جنزور هي مدينة ساحلية في شمال غرب ليبيا تقع على الساحل الليبي للبحر الأبيض المتوسط غرب العاصمة طرابلس على بعد 12 كيلو متر وشرق مدينة الزاوية. تكثر فيها أشجار النخيل والزيتون وتمتاز بمناخ ساحلي.
تتكون جنزور من 9 مناطق كبرى هي: جنزور السوق وجنزور الغربية وجنزور الشرقية وجنزور الوسط والغيران والنجيلة وشهداء عبد الجليل والصياد والحشان.

## التسمية
جنزور اسم معروف للمنطقة منذ القدم وتنطق أيضاً «زَنْزُور» وهو النطق الليبي الدارج ويرد ذلك إلى كون اللهجة الليبية تميل الألسن إلى نطق الحرف الأقوى مثل «زوج» تتحول في الألسن الليبية إلى «زوز». السكان الأصليون هم بني مجريس وبني تاسا وهم بنو أب واحد يدعي وخيعن، أصولهم بربرية، إلا إنهم أصبحوا عرباً في لغتهم وعاداتهم وجميع مقومات حياتهم نتيجة اختلاطهم مع العرب بعد الفتح الإسلامي لليبيا على يد عمرو بن العاص إثناء الحرب العربية البيزنطية، بالإضافة إلى ذلك فإن جنزور يسكنها أيضاً بعض من بطون هوارة الأخرى كغريان ومسلاتة ومصراتة وترهونة وورفلة وكذلك بعض من العائلات من نفوسة وزناتة وبني ذباب (خصوصاً الجواري والمعروفين بورشفانة)، وأيضاً هناك عائلات مختلفة تسكن في جنزور وذلك نظراً لموقعها الجغرافي ولقرب المنطقة من العاصمة.
تشتق جنزور من الكلمة اللاتينية "Censor"، في اللاتينية القديمة C في تلك الحقبة كانت تنطق G مثل الإغريقية سلف اللغة اللاتينية حيث الحرف الثالت هو «Γ» (جاما)، بينما s كان اللسان يميل إلى z أي كانت تنطق «جِنزُور»، كلمة Censor تعني بالعربية الرقيب. بينما يقول البعض الآخر أن جنزور ماهي إلا مشتقة من كلمة زَنْزُور وهي كلمة بربرية تعني إشعاع الشمس المُعنكسة في الماء، ومنطقة زنزور كانت مليئة بجداول الماء (السواقي) وكانت أشعة الشمس تنعكس في تلك السواقي فسميت بزنزور وحُرِّفَتْ إلى جنزور، إلا أنها حجة ضعيفة فبحسب اللهجة الليبية فإن نطق ج يتحول إلى ز مثلها مثل زوز (زوج)، زَرده (جَرده)، زازية (جازية)، هدرز (هدرج)، عزوز (عجوز).
عُرفت المدينة قديماً باسم أساريا أو أزاريا كما يرسمه البعض، فقد أثبت الرحالة هاينريش فون مالتسن الذي زار المدينة في سنة 1869م ضمن رحلة طويلة على الساحل الجنوبي للمتوسط، بأن أساريا ذلك الموقع الروماني القديم هي جنزور، واعتمد في تقديره ذلك على خرائط رومانية قديمة موثقة. وجاء من بعده الرحالة الفرنسي هنري دوماثيسيو الذي مر بالمدينة سنة 1901، أكد أن أساريا هي ذاتها جنزور.

## التاريخ
يقول شارل قيرو في كتابه الحوليات الليبية بأنها كانت في عهد علي باشا القرمانلي تحت قيادة ابنه الأصغر يوسف إذ عينه قائداً عليها كما عين ابنه أحمد قائداً لمنطقة زوارة. وكانت جنزور نقطة حرب أو نقطة تجمع لحرب وبالتالي انطلقت منها الحروب في جميع مراحلها التاريخية وقد تجمعت القوات العسكرية في كثير من المواقع قصد الهجوم على الغزاة كالأسبان والترك والطليان وقد قامت فيها معارك كثيرة على تسلسلها التاريخي
في أيام الإستعمار الإيطالي، أجمعت القوات الإيطالية المرابطة في طرابلس بعد احتلالها لاحتلال جنزور، فبدأوا معركة غوط السلوقي (موضع بالغيران شرق جنزور) إلا إنهم إنهزموا ولم يتقدموا، ثم معركة معركة سيدي عبد الجليل في يوم 8 يونيو 1912 التي حشد فيها الإيطاليون عدد ثلاثين ألف جندي وكانت من أكبر المعارك على الإطلاق في تاريخ الحرب العثمانية الإيطالية أسفرت في النهاية عن احتلال أجزاء من المدينة، وأعقبتها معركة سيدي بلال في 20 سبتمبر 1912.
وقد استرد المجاهدون السيطرة على جنزور في يوم 25 نوفمبر 1912 بعد معركة شديدة ، ومعركة شهداء الجمعة في 9 سبتمبر 1917 ومعركة الرملة في منطقة أولاد سويسي ومعركة أنجيلة في 10 سبتمبر 1917.
وقد شهدت المدينة مذبحة مروعة بعد معركة سواني بنيادم يوم 20 سبتمبر 1917 تلك المعركة الكبرى الفاصلة التي هزم فيها الإيطاليون ومرتزقتهم الليبيون، ساهم في تلك المعركة مجاهدوا جنزور مساهمة عظيمة بقيادة الشيخ العالم والمجاهد عمر المنصوري، وقد ذهب ضحية تلك المذبحة أكثر من سبعمائة من الأطفال والنساء والشيوخ وأحرقت المدينة بالنيران وذلك في غياب المجاهدون، وقد تولى جرم تلك الفظائع المدعو رمضان القريتلى وعصابته انتقاماً لمقتل أخيه حسين في معركة سواني بنيادم والذي كان على رأس مجموعة كبيرة من الخونة يقاتل مع الإيطاليين.
وقد احتل الإيطاليون جنزور أخيراً في شهر أبريل سنة 1922، هاجر على أثرها بعضاً من أهالي المدينة إلى تونس. واستمرت جنزور في قبضة الاحتلال الإيطالي إلى أن دخلتها القوات البريطانية أثناء الحرب العالمية الثانية في أخر أسبوع من شهر يناير سنة 1943.
كما تشتهر جنزور بزوايا تحفيظ القران وقد أصبحت الآن معالم تاريخية كزاوية (عمورة)غرب جنزور وزاوية (بن حسين)، والتي تعرف باسم زاوية العريفي وقد تتلمذ في هذه الزوايا بعض علماء طرابلس وجنزور.

## الجغرافيا

### الموقع
تقع جنزور غربي العاصمة طرابلس وبهذا تعتبر بوابة طرابلس الغربية. في غرب جنزور تقع مدينة الزاوية، وفي جنوب جنزور تقع السواني في الجنوب الشرقي والزهراء في الجنوب الغربي وفي الأسفل العزيزية.

### المناطق
| - السوق - أولاد أبوغرارة - القصيبة - البيابصة - أولاد بن حمد - الشعابنة - جنزور الشرقية - الزياتين | - السياح - الجعافرة - المشاشطة - النجيلة - السابعطاش - سيدي عبد اللطيف - الشط | - سيدي عبد الجليل - قمارة - زاوية عمورة - أولاد سويسي - الرشاح - حي الكويت - حوازة ماورو | - الغيران - صياد - الرتيمي - الطريق الدائري - السراج - الحشان - خلة الفاندي - البسائسية |

### التوزيع الديموغرافي
بحسب البيانات المتوفرة عن الفترة العثمانية فإن قضاء جنزور عدد سكانها 25,410، بحيث يكثر السكان الهواريون في الشمال وشعب الجواري (بنو سليم) في الجنوب، وهم كالتالي:
| - تاسه - الخطاطبة. - القياد - بنو حسين البيابصة. - بنو حسين (زاوية العريفي) - البراهمية - الذياينة - أولاد بن أحمد - وريمة | - المساريح - أولاد سويسي - السياح - أولاد أبي جعفر - أولاد أبي غرارة - أولاد عبد اللطيف - المشاشطة - عكارة - حياش الراس | - أولاد أبي سعيدة - الشدة - المحافيظ - أولاد بن يوسف - الزوابي - السعادي - القنافذة - أولاد عوين | - أولاد صالح - الميامين - المناصير - أولاد أبي دلال - الهجنة - المغازير - العزيب - اللحمات |

## التقسيم الإداري
لطالما عانت جنزور من التهميش والتشتيت، حيث بسبب هذا أصبحت الحدود السياسية للمدينة غير واضحة، واعتبار البعض إن جنزور إحدى محلات طرابلس.
جنزور حالياً تكون بلدية تتبع محافظة طرابلس. بينما هناك حالة انقسام إداري بتبعية النجيلة لبلدية جنزور أم بلدية السواني، وبعض المناطق الشرقية لجنزور تتبع بلدية حي الأندلس مثل السراج الشرقية. تاريخياً المناطق كالسواني والماية وحي الأندلس وغوط الشعال وقرقارش كانت جزء من جنزور، حيث كانت تاجوراء وطرابلس وقصر بن غشير وجنزور تشكل ما يعرف بطرابلس الكبرى.
كانت جنزور فالمملكة الليبية تتبع محافظة طرابلس، وفي عام 1983 أصبحت جنزور تشكل بلدية، ثم أصبحت تتبع بلدية طرابلس بعام 1987، ثم أصبحت تتبع شعبية طرابلس بعام 1995، ثم أصبحت تتبع شعبية الزاوية بعام 1998، ثم أصبحت في عام 2001 تتبع شعبية الجفارة.
كانت جنزور في العهد العثماني تشكل قضاء تابع لسنجق طرابلس الغرب بإيالة طرابلس الغرب، أما المناطق الغربية لجنزور كالماية والطوبية وغيرها فكانت تشكل ناحية تابعة للقضاء، وكان يحد القضاء قضاء طرابلس الغرب في الشرق وقضاء الزاوية في الغرب والبحر الأبيض المتوسط من الشمال وقضاء غريان من الجنوب، وفي سنة 1862 تم حل القضاء إلى ناحيتي جنزور وناحية العزيزية وكانتا تتبعان قضاء طرابلس الغرب، أصبحت ناحية العزيزية قضاء بحلول عام 1904.

## أحياء جنزور
▪︎محبوبة.
▪︎الأنقار.
▪︎الطويبية.
▪︎أولاد بن يوسف.
▪︎الزوابة.
▪︎الجعادة.
▪︎بحر فرنكة.
▪︎الماية.
▪︎مخطط الماية.
▪︎الطينة.
▪︎المعمورة بيس.
▪︎الحشان.
▪︎المشاشطة.
▪︎حي الياسمين.
▪︎شعبية النجيلة.
▪︎النجيلة.
▪︎البيابصة.

## الزراعة
تعتبر المنطقة ذات قيمة زراعية كبيرة بسبب الأمطار في الشتاء والطقس المعتدل وتتميز بانتشار أشجار، كأشجار النخيل والزيتون المنتشرة علي نطاق واسع، ولكن نظراً للزحف العمراني والزيادة الهائلة في عدد السكان، الكثير من هذه الأشجار اختفت وخاصة أشجار البرتقال واللوز والرمان والبرقوق والتفاح والتين والعنب والسفرجل.

ويصف التجاني في كتابه:

## الرياضة
- نادي اليرموك: تأسس بتاريخ 1/1/1965، ويعد نادى اليرموك من أبرز الاندية في غرب ليبيا وخاصته في الألعاب مثل كرة القدم والسلة والطائرة والتكواندو ويرتدى شعاره يتكون من لونين هما: الأصفر والأسود.
- نادي العاديات للفروسية.
- نادي طارق للفروسية.
- نادي الربيع الرياضي.
- نادي جنزور البحري.

## التعليم
بجنزور 32 مدرسة مختلطة للتعليم الأساسي، منها 22 مدرسة صباحية ومسائية و8 صباحية و2 مسائية ويبلغ عدد التلاميد 14689 بإحصائية 2012، بينما بلغ عدد الطلبة بالتعليم الثانوي 8512 بعام 2012.

### المدارس والثانويات
| - ثانوية المهن الشاملة جنزور السوق - ثانوية شهداء الجمعة المشاشطة - ثانوية أولاد سويسي أولاد سويسي - ثانوية المشاشطة المشاشطة - ثانوية الدراسات البحرية الصياد - ثانوية عمر المنصوري الصياد - ثانوية شهداء الجمعة الرشاح - ثانوية صقر قريش النجيلة - ثانوية النجيلة التخصصية النجيلة - مدرسة الوطن العربي المشاشطة - مدرسة العريفي الشارف جنزور السوق - مدرسة ابطال الحجارة جنزور الغربية - مدرسة ذات السواري - مدرسة حي المجاهد النجيلة - مدرسة المليون شهيد النجيلة | - مدرسة اليرموك الابتدائية والإعدادية أولاد أبوغرارة - مدرسة عبد الكريم الخطابي جنزور السوق - مدرسة فجر عروس البحر جنزور الغربية - مدارس المعرفة جنزور الشرقية والسراج - مدرسة شهداء الرملة أولاد سويسي - مدرسة ام القري جنزور الشرقية - مدرسة جنزور الغربية جنزور الغربية - مدرسة شمس الحرية - مدرسة علم الضياء - مدرسة عبد الرحمٰن الداخل النجيلة - مدرسة الفالوجا السراج - مدرسة السواعد شهداء عبد الجليل - مدرسة البراعم النجيلة - مدرسة الحسن بن الهيثم النجيلة - مدرسة حاتم الطائي النجيلة | - مدرسة قاريونس شهداء عبد الجليل - مدرسة شهداء عبد الجليل شهداء عبد الجليل - مدرسة التحدي النجيلة - مدرسة العباس - مدرسة الصياد الإعدادية الصياد - مدرسة بلقيس - مدرسة الوسط الجديدة - مدرسة أبطال الثورة - مدرسة الطالب الثائر جنزور الشرقية - مدرسة عمار بن ياسر - مدرسة اجنادين للتعليم الأساسي - مدرسة شهداء جنزور المشاشطة - مدرسة الانتصار النجيلة - مدرسة الشهيد مصعب خماج النجيلة - مدرسة جيل التحدي النجيلة | - مدرسة شهداء ابوروين منطقة القرود - مدرسة الثورة الرشاح - مدرسة أفاق النور الرشاح - مدرسة النور شهداء عبد الجليل - مدرسة شهداء معركة الرملة جنزور الشرقية - مدرسة بيت الحكمة شهداء عبد الجليل - ثانوية جنزور جنزور السوق - ثانوية المعز لدين الله جنزور السوق - ثانوية أشبال الغد جنزور الغربية سيدي عبد اللطيف - مدرسة ابن هشام المشاشطة - مدرسة جنزور الجديدة النجيلة - ثانوية نسيم الحرية - مدرسه نجلاء الخالديه الصياد - مدرسة الكزيرما النجيلة |

### الجامعات والأكاديميات والكليات والمعاهد
| - كلية التربية الواقعة بمنطقة جنزور السوق - طريق الساحلي - كلية القانون الواقعة بمنطقة النجيلة - كلية التقنية الطبية | - الجامعة المفتوحة | - أكاديمية الدراسات العليا بالغيران - أكاديمية الدراسات البحرية بصياد - أكاديمية طرابلس العالمية | - معهد نصر الدين القمي - معهد التربية الذهنية - معهد المهن الشاملة - معهد إعداد المعلمين - معهد النجيلة العالي للتقنية الصناعية - المعهد المتوسط لمهن الحاسب والهندسة |

## السياحة والآثار

### القرى السياحية
- قرية جنزور السياحية وهي قرية سياحية تطل علي البحر الأبيض المتوسط علي مساحة أرض تبلغ 18 هكتار
- قرية أويا وهي قرية سياحية سكنية حديثة تقع شرق قرية جنزور السياحية تم افتتاحها 2008
- قرية المغرب العربي وهي قرية سياحية تقع في منطقة الغيران حيث كانت تتبع مدينة طرابلس أما الآن فهي تقع في حدود جنزور الادارية
- الريقطا وهي قرية سياحية قديمة بعض الشي تم استحداثها مؤخرا وتعتبر أشهر القرى في ليبيا تقع في مدخل جنزور الشرقي بعد معهد النفط في السياحية وهي تتبع جنزور إداريا
- قرية النخيل قرية النخيل أو بالم سيتي وهيا احدث القرى السياحية واكثرها جوده وتحتوي على العديد من الفنادق والأحواض وهي مملوكة من قبل شركة كورنثيا الفندقية وموقها خلف محلة شهداء عبد الجليل من الناحية الشرقية على البحر.

### المتاحف
- متحف جنزور هو متحف به قبور بونيقية وقبور بونيقية رومانية وقبور رومانية متأخرة تم اكتشافها بداية عام 1959 وأيضاً بالمتحف بعض الأدوات القديمة كالجرار والأوان وقطع أخرى، الجدران تحتوي على لوحات رسومية كغابة من الحيوانات البرية يطارد بعضها مثل أسد يطارد حمار وذئب يطارد غزال وكلاب برية تطارد الغزلان ولوحات عن الثور وفرس النهر وفي أعلى الجدران فتحتوي على رسومات عن مزرعة وإمرآه يحيط بها العبيد وأيضاً لوحات عن زورق مع ثلاثة رجال عليها ورسومات تحوي على إيروسات. ورسومات عن أعمال هيراكليس الإثنى عشر التي كلفه بها ملك «ميسينا» مثل مشهد يصور هيراكليس وهو يجر كلب كيربيروس بسلسلة وخلفه غابة كثيفة مظلمة تمثل هاديس، ومشهد آخر تصور الآلهة اثينا واقفة وبجوارها الاله هيرمس وهما اللذان ساعدا هيراكليس في مهمة الإمساك بالكلب، ومظهر أخر تصور هيراكليس حاملاً على يديه ثيسيوس أحد المعجبين به.

## المعالم
تتميز جنزور بالكثير من المساجد والزوايا العتيقة التي تفصح مكانة وعراقة المدينة من بين المدن الليبية، منها ما طالته يد الإهمال والجهل الفاضح بقيمتها، مما أدى إلى اندثاره ومنها ما ينتظر، مثل مسجد عمرو بن عاص في منطقة الشعابنة والذي هدم في 30 سبتمبر 2013، والذي يعد من أقدم المساجد في شمال أفريقيا حيث تنسبه المصادر والمراجع ومعظم الروايات إلى عمرو بن العاص عند فتحه طرابلس سنة 22 هـ.
ومن بين العمائر التاريخية التي تمت إزالتها القصر التركي في منطقة السوق، وجامع الخُطبة في منطقة أولاد أحمد الذي بني في سنة 1055 هـ (1645 م)، وتم هدمه في سنة 1964 وجامع المزائل في وسط جنزور الذي هدم في سنة 1980 وجامع الغتمي في منطقة أولاد أبو غرارة الذي اندثر منذ أربعينيات القرن الماضي، وجامع الحاج خليفة الذي يعود تاريخ تأسيسه إلى سنة 1903 وهدم أيضاً في سنة 1964، وغيرها فاقداً المدينة ركناً من هويتها وجزءاً ذاكرتها

### المساجد
- جامع عمرو بن العاص: كان يقع في الشعابنة بوسط جنزور ويعد أقدم جامع في ليبيا ومن أقدمها في شمال أفريقيا، إذ تشير الروايات التاريخية ومؤلفات الرحالة بأن عمرو بن العاص هو من بناه عند فتحه طرابلس سنة 22 ه‍ (642م)، العناصر المعمارية التي كان يضمها بيت صلاة مسقوف بثلاث أقبية برميلية تحملها عدد أربعة أعمدة رخامية ذات تيجان كورنثية، وله محراب بسيط عبارة عن تجويف غير عميق في جدار القبلة، وله منبر يتكون من ثلاث درجات حجرية، والمبني خال من الزخرفة بالكامل، إسلوبه المعماري وتخطيطه وطريقة التسقيف واستعمال الأعمدة القديمة ترجح إن المبني أعيد بنائه في العهد الحفصي (1228 - 1510)، كما تعرض جزء كبير منه للهدم عام 1976 عند بناء مسجد جديد ملاصق له، في 30 سبتمبر 2013 بعد صلاة العصر قام مجموعة من المخربين بضرب قذيفتين صاروخيتين على الجامع ورمانة متفجرة محدثة بعض الأضرار وأحضروا جرافة وقاموا بهدمها وتحويلها لركام.[21]
- جامع السياح القديم
- مسجد على السقطي
- جامع السيقاطة

### الزوايا
- زاوية عمورة، هي مدرسة ومسجد، تقع في منطقة قامارة، أسسها عمورة بن محمد فلمنك أي أنه يعود إلى أصول فلمنكية «هولندية» إذ من المؤكد أن والده كان من الأسرى النصارى زمن الإمبراطورية العثمانية وأسلم، ثم ألتحق إبنه عمورة بالجيش وتقلَّد أعلى المناصب حتى وصل إلى منصب قائد المنطقة الغربية في زمن علي باشا القرمانلي الأول، ويبدو أنه أتخد من منطقة قامارة بجنزور مركزاً لحكمه، فعمل على بناء هذة المدرسة لتعليم القرآن والسُنة لأبناء المنطقة.
- زاوية بن حسين
- زاوية سالم المشاط

### المقابر
- مقبرة الزغواني هي اختصار لـ مقبرة سيدي علي الزغواني وهي تقع في وسط مدينة جنزور بالقرب من  كوبري أولاد أبو جعفر  في حدود بين منطقة الرشاح جنوباً ومنطقة أولاد أبوغرارة شمالاً ويحدها من الغرب منطقة المشاشطة غرباً ومنطقة القرود  شرقاً، وتعتبر إحدى أكبر المقابر في شمال أفريقيا بمساحة تقريبية بـ 1 كيلو متر مربع. نشأت عقب معركة شهداء الجمعة حيث قام علي الزغواني بالتبرع بجزء من أرضه لتصبح مقبرة تمكن الناس من دفن بها
- مقبرة ساقاطة تقع في جنزور سيدي عبد اللطيف بجانب مسجد على السقطي وهي مقبرة قديمة وقد أعيد الدفن فيها مؤخراً
- مقبرة سيدي إبراهيم قنيدي تقع في جنزور الشرقية
- مقبرة سيدي خليفة تقع في السياح
- مقبرة سيدي حباس تقع في الشعابنة بوسط جنزور

## أعلام
- أبو حسن السيقاطي، يقول التيجاني عنه في كتابه «مسجد يعرف بسيقاطة -بكسر السين المهملة وبالقاف- ابتناه الفقيه الصالح أبو الحسن السيقاطي رحمه الله وبه كان يتعبد وهنالك قبره زرته ودعوت عنده، وكانت وفاته قديماً سنه عشرين وأربعمائة وخرج جميع أهل طرابلس ومن حف بها من النواحي والبلاد فصلوا عليه وكان له يوم مشهود».[22][23]
- أبو بكر بن رقيق المجريسي الهواري، الملقب بالفقيه أبو يحي.[24]
- أبو جعفر الزنزوري، من أهل القرن التاسع عشر (سنة 878 هجري).[25]
- عبد الجليل الحكيمي، الملقب بأبو بكر توفي سنة 675 هجري.[26]
- الشيخ عبد السلام محمد خليل، ولد سنة 1923 وتوفي سنة 2004 ودفن في مقبرة الزغواني بجنزور، ويعتبر من أحد أهم علماء ليبيا في العصر الحديث
- عمر المنصوري، توفي يوم الخميس سنة 1949 ودفن بجامع المنصوري ببلدته صياد.[27]

## وصلات خارجية
- janzour.com نسخة محفوظة 1 مارس 2009 على موقع واي باك مشين.